# E24
E24 eller Europaväg 24 är en europaväg som går mellan Birmingham och Ipswich i Storbritannien.
Europavägar skyltas inte i Storbritannien och är inte införda i någon slags brittiskt regelverk. Man har inte heller skrivit under FN:s konvention om europavägar. Eftersom FN inte har formell makt att tvinga igenom något är det tveksamt om denna europaväg kan sägas existera.

## Sträckning
Birmingham - Cambridge - Ipswich. Längd 230 kilometer.
Den följer vägarna M6 och A14. M6 är motorväg, medan A14 är mestadels fyrfilig landsväg, blandat planskilt och plankorsningar.

## Anslutningar
Vägen ansluter till E13, E15 och E30.